# Théâtre de Neuve
Théâtre de Neuve eller La Grange aux Etrangers var en historisk teater i Genève i Schweiz.
Den invigdes 1766. Det var det första operahuset i Genève och fick sitt namn efter dess första direktör, Argus Rosimond. Fram till detta hade både opera och teater varit förbjudet i Genève, som följde en strikt religiös doktrin som beskrev scenkonst som synd. Teatern invigdes parallellt med invigningen av ett operahus, Théâtre de Rosimond. Den ursprungliga byggnaden brann ned och återuppfördes 1783. Den stängdes 1797, men användes sedan av franska teatersällskap under den franska ockupationen 1799-1815. Från 1817 användes den åter av schweiziska aktörer. 